# Durchgangshöhle

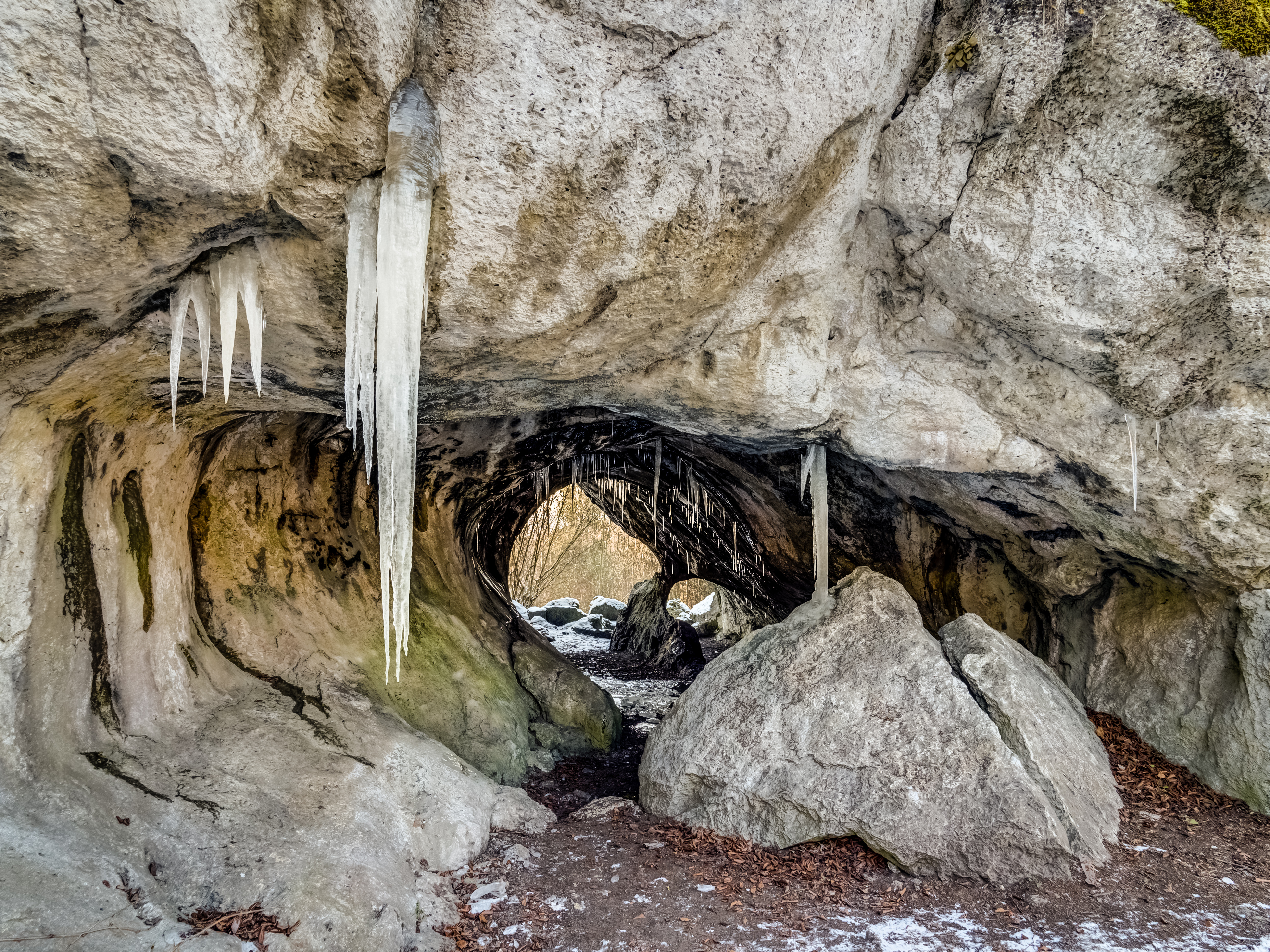
Quackenschloss, eine Durchgangshöhle in der Fränkischen Schweiz bei Engelhardsberg, Oberfranken, Bayern.

Als Durchgangshöhle wird eine Höhle bezeichnet, die über einen natürlichen Ein- und Ausgang verfügt. Erreicht eine Höhle eine gewisse Größe, besitzt sie meist mehrere Eingänge, so dass sie fast zwangsläufig in diese Kategorie fällt. Somit ist die längste bekannte Höhle der Welt, die Mammoth Cave im Mammoth-Cave-Nationalpark in Kentucky, USA, auch die längste Durchgangshöhle.
Der Begriff ist nur in bestimmten Karstgebieten der Welt sinnvoll, in denen Höhlen nur eine geringe Größe besitzen oder durch die hydrogeologische Situation typischerweise nur einen Ausgang besitzen. In diesem Fall ist eine Durchgangshöhle eine Besonderheit.
Ein derartiges Karstgebiet ist die Schwäbische Alb, in der die Höhlen zumeist kleinräumig sind. Die großen aktiven Wasserhöhlen des untersten Karststockwerks wie die Falkensteiner Höhle oder das Mordloch besitzen keinen zweiten Eingang. Der Eingang ist eigentlich das Ende der Höhle, der Ausfluss des Wassers in ein Tal. Die Höhle zieht sich von dort, ansteigend und immer enger werdend, in den Berg. Die Überdeckung ist so mächtig, dass es keinen weiteren Eingang gibt. Das Wasser dringt durch Klüfte und enge Spalten in den Karstkörper ein und sammelt sich dann in der Wasserhöhle.
Im Laufe der Erforschung einer Höhle kann diese irgendwann die Eigenschaft einer Durchgangshöhle erreichen, nämlich sobald ein zweiter Eingang entdeckt wird. Ein bekanntes Beispiel ist die Blautopfhöhle, die erst nach langjähriger Exploration durch die Entdeckung der Verbindung zur Vetterhöhle im Jahr 2006 zu einer Durchgangshöhle wurde. In einem solchen Fall hatten beide Höhlen in der Regel zuvor eigene Namen. Man brauchte nun für das gesamte System einen neuen Namen. Ist eine Höhle deutlich größer, kann ihr Name für das System übernommen werden, sind beide wichtig, werden Doppelnamen gebildet. Gängig ist auch das Anhängen der Endung System (Beispiel: Blauhöhlensystem) oder die Vergabe eines neuen Namens.
Neben der Größe der Höhle ist auch der Reifegrad ausschlaggebend für die Anzahl der Durchgangshöhlen. Wird die Überdeckung geringer und die Höhle gleichzeitig größer, kommt es vermehrt zu Einstürzen (Dolinen) und die Höhle wird zur Durchgangshöhle. Bilden sich Poljen, bei denen es sich um eingestürzte Höhlenteile handelt, werden diese durch Reste der ehemaligen Höhle verbunden, die damit Durchgangshöhlen sind. Noch stärker freigelegt können Höhlen in tropischen Karstgebieten sein, im Kegel- oder Cockpitkarst. Dort sind oft nur noch Reste des Kalksteins erhalten, die von den Ruinen der ehemaligen Höhlensysteme durchzogen werden.
Die Bezeichnung ist eine morphologische Beschreibung der Höhle, keine geologische. Hat der Begriff Durchgangshöhle auch wenig geologischen Sinn, ist er doch eine sehr wichtige morphologische Eigenschaft, vor allem, wenn es sich um eine großräumige Horizontalhöhle handelt. Derartige Höhlen werden gerne als Verbindungswege und auch als natürliche Tunnel für Straßen oder die Eisenbahn benutzt.

## Beispiele
- Frauenmauerhöhle, Österreich: durchquert einen Berg, die Frauenmauer und verbindet so zwei Täler. Ein offizieller Wanderweg führt hindurch.
- Lamprechtshöhle oder Lamprechtsofen, Österreich, bei St. Martin bei Lofer im Pinzgau mit rund 51 km Länge (Stand 2005).
- Grotta di S. Giovanni di Domusnovas, Sardinien, Italien: Die Höhle wird von einer Landstraße durchquert.
- Natural Tunnel, Tennessee, USA: Eine Zuglinie wurde durch die Höhle gebaut.
- Abîme de Bramabiau, Frankreich: Die unterirdische Schlucht wurde von Édouard Alfred Martel erforscht, dem Begründer der Speläologie.